# فيراري 275
فيراري 275 (بالإيطالية: Ferrari 275)‏ ، هي سيارة من نوع سيارة سياحية من إنتاج شركة فيراري الإيطالية، صدرت أول سيارة عام 1964 إلى عام 1968م.

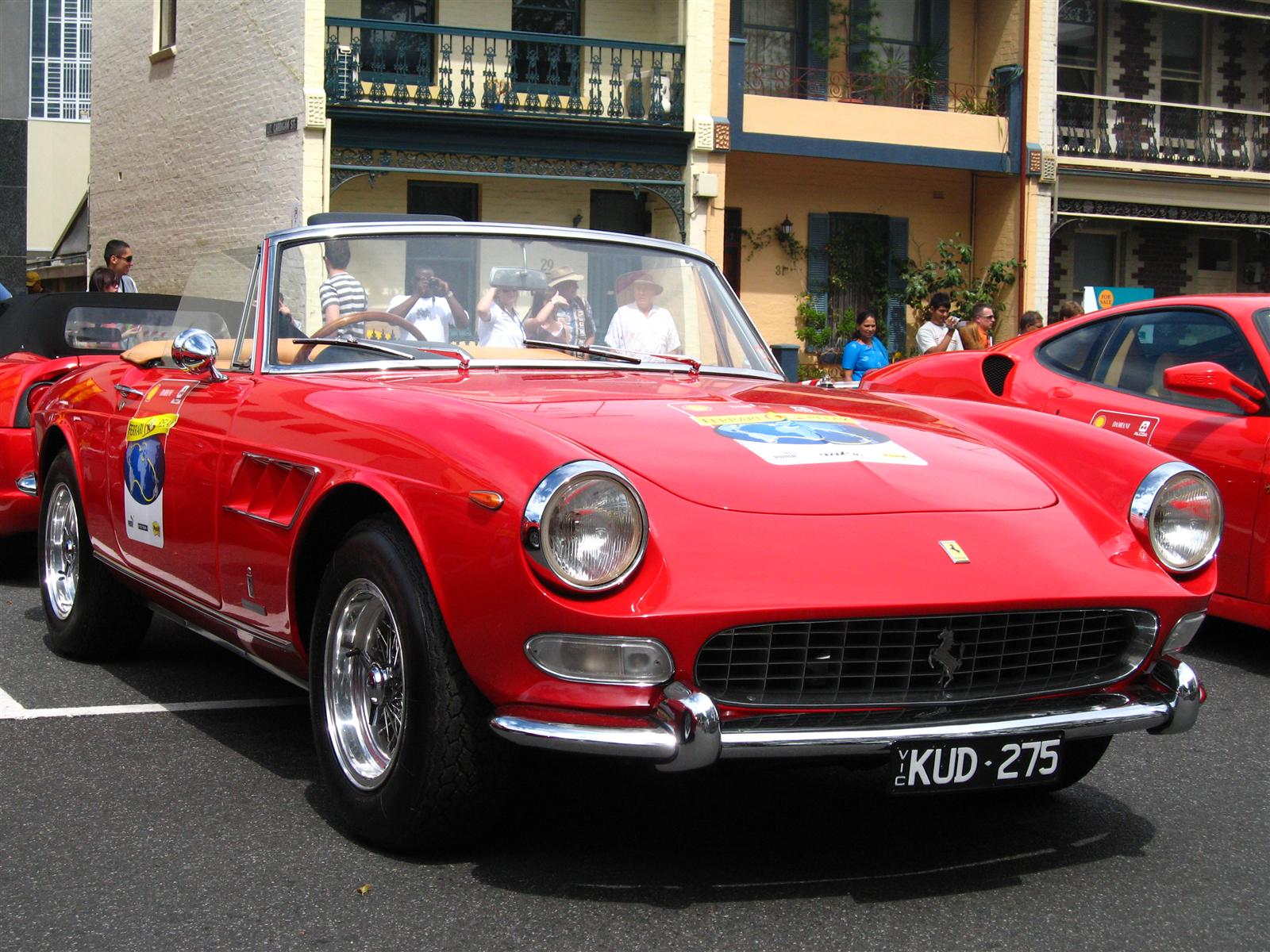
سيارة فيراري 275 جي تي إس

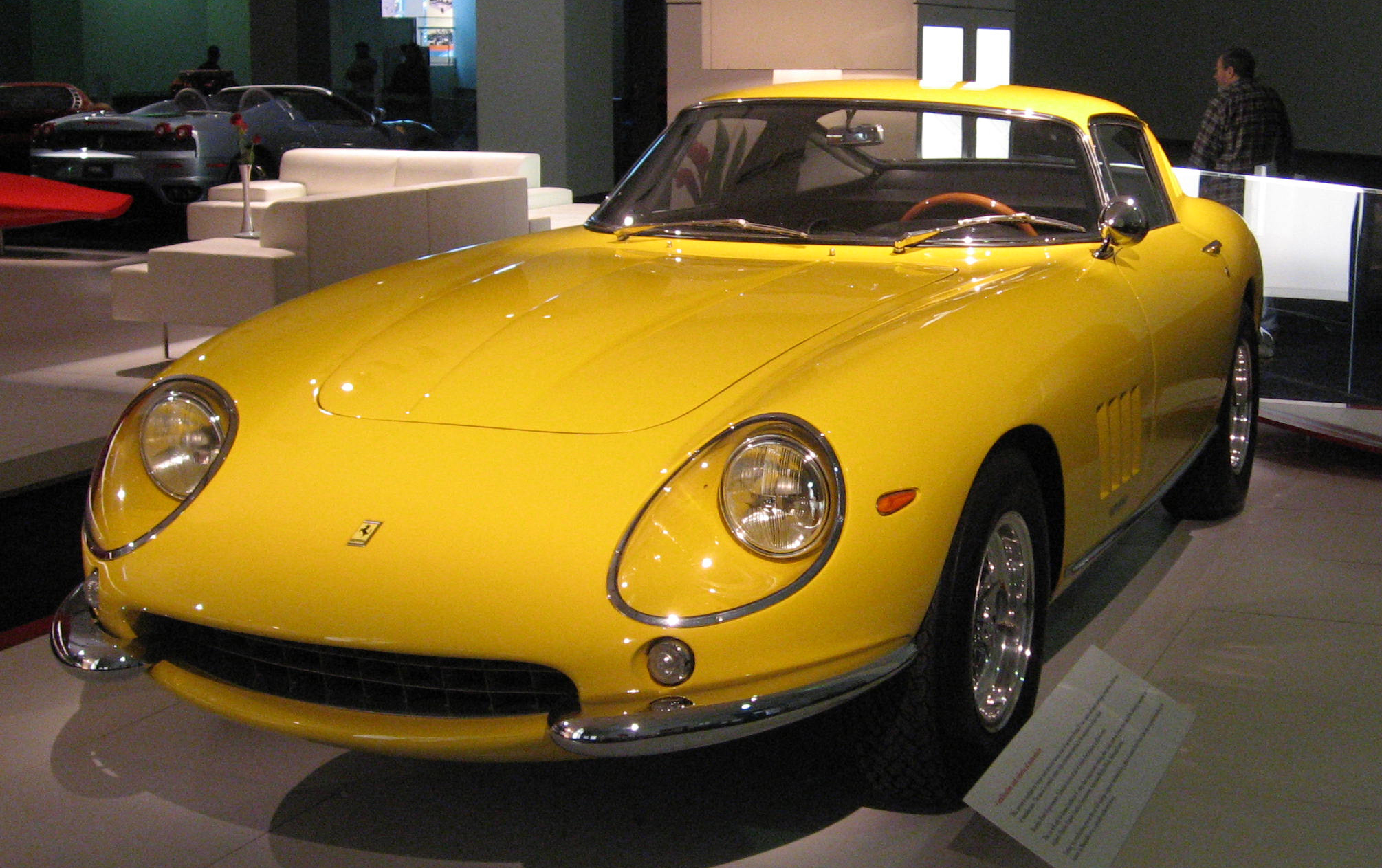
فيراري 275 صنعت عام 1967

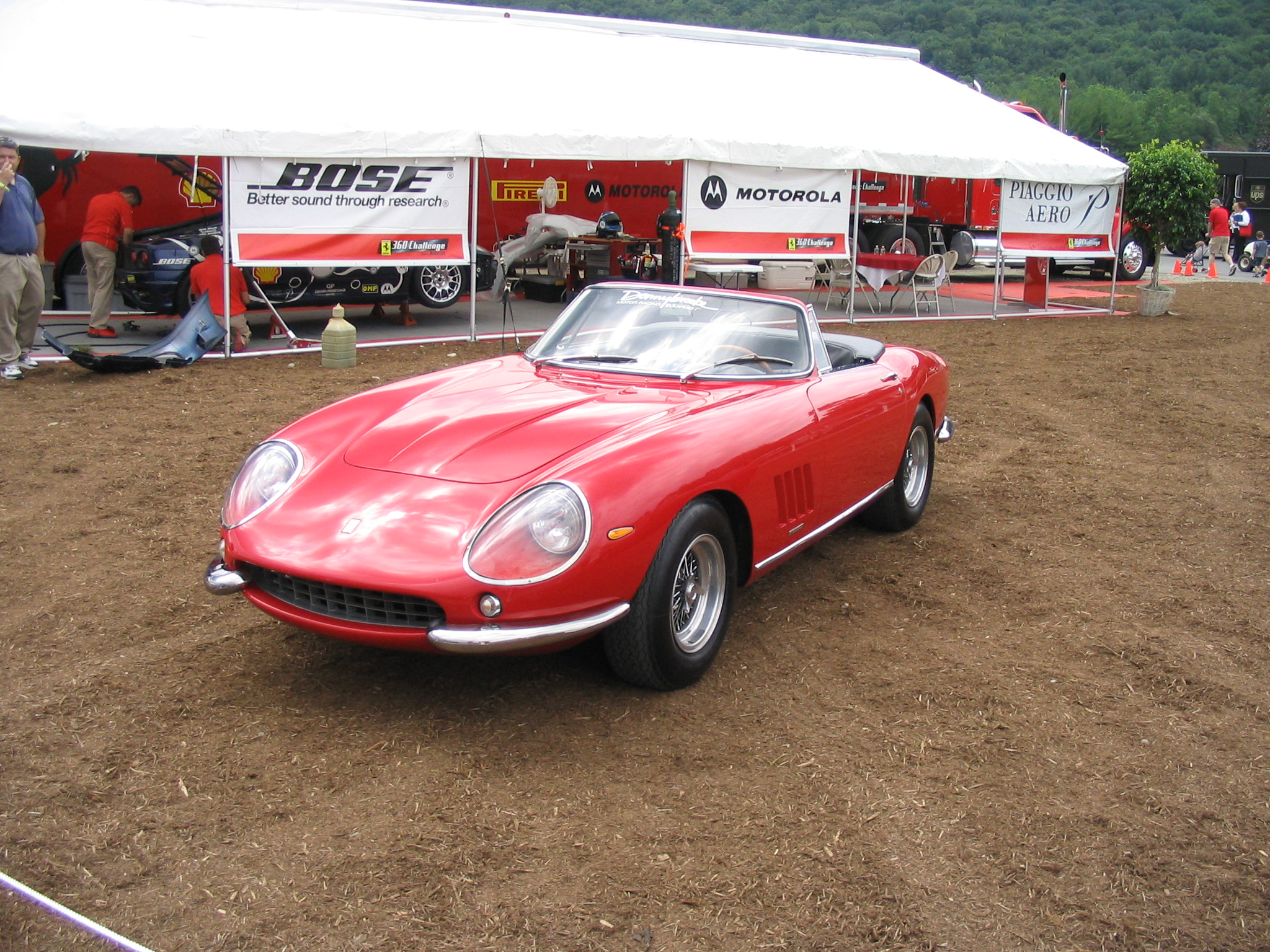
فيراري 275. جي تي بي - 4 نارت

## أنواع فيراري 275
ينقسم أحد أنواع سيارة فيراري 275 ، وهي :

### 275 جي تي بي أو 275 جي تي بي/سي
صنعت سيارة فيراري 275 جي تي بي أو جي تي بي/س من نوع كوبيه، وظهرت عام 1964 وتوقفت عام 1966م.

### 275 جي تي إس
أنتجت سيارة 275 جي تي إس عام 1964م وتوقفت عام 1966م، وبلغ عدد السيارة نحو 200 سيارة.

### 275 جي تي بي/4
أنتجت سيارة 275 جي تي بي/4 عام 1966م، وتوقفت عام 1968م، وهي من نوع سيارة كوبيه.

### 275 جي تي بي/4 نارت
أنتجت السيارة عام 1966 وتوقفت عام 1968م.